# Монти-Азул
Монти-Азул (порт. Monte Azul) — муниципалитет в Бразилии, входит в штат Минас-Жерайс. Составная часть мезорегиона Север штата Минас-Жерайс. Находится в составе крупной городской агломерации. Входит в экономико-статистический микрорегион Жанауба. Население составляет 22 820 человек на 2006 год. Занимает площадь 991,568 км². Плотность населения — 23,0 чел./км².

## История
Город основан 4 октября 1878 года. 

## Статистика
- Валовой внутренний продукт на 2003 год составляет 51 577 321,00 реалов (данные: Бразильский институт географии и статистики).
- Валовой внутренний продукт на душу населения на 2003 год составляет 2215,14 реалов (данные: Бразильский институт географии и статистики).
- Индекс развития человеческого потенциала на 2000 год составляет 0,697 (данные: Программа развития ООН).